# Patrick Findeis
Patrick Findeis (* 1975 in Heidenheim an der Brenz) ist ein deutscher Schriftsteller.

## Leben
Nach einer Ausbildung zum Zahntechniker studierte Findeis Komparatistik, Psychologie und Kommunikationsforschung an der Universität Bonn. Von 2003 bis 2006 besuchte er das Deutsche Literaturinstitut Leipzig.
Kapitel seines Romans Kein schöner Land erschienen 2007 und 2008 in den Literaturzeitschriften Edit und Sprache im technischen Zeitalter, mit einem weiteren Auszug aus dem Roman gewann er 2008 den (mit 7.500 Euro dotierten) 3sat-Preis des Ingeborg-Bachmann-Preises. Nach Ansicht des Jurors Burkhard Spinnen fand Findeis für sein Anliegen eine „stimmige Sprache [...], in der die zeitgenössischen Probleme der Figuren und die alten tragischen Motive des Untergangs perfekt zusammenpassen“.
2014 und 2015 leitete er gemeinsam mit dem zwischenzeitlich verstorbenen Dieter Bongartz die Kölner Schreibschule für Jugendliche der SK Stiftung Kultur, seit 2016 ist Findeis deren alleiniger Leiter.

## Auszeichnungen
- 2006: Klagenfurter Literaturkurs
- 2007/08: Aufenthaltsstipendium der Stiftung Künstlerdorf Schöppingen
- 2007: Stipendium der Autorenwerkstatt des Literarischen Colloquiums Berlin
- 2008: Arbeitsstipendium des Berliner Senats
- 2009: Kunstpreis Literatur der Land Brandenburg Lotto GmbH[3]
- 2010: Spreewälder Literaturstipendium im Hotel zur Bleiche, Burg/Spreewald
- 2011: Literaturstipendium des Landes Baden-Württemberg
- 2011: Aufenthaltsstipendium der Villa-Aurora-Stiftung in Los Angeles
- 2013 Arbeitsstipendium des Berliner Senats
- 2018 Arbeitsstipendium des Berliner Senats
- 2022 Writer-in-Residence am Allegheny College, Pennsylvania

## Veröffentlichungen

### Roman
- Kein schöner Land (Roman). Deutsche Verlags-Anstalt, München 2009, ISBN 978-3-421-04417-4.
- Wo wir uns finden (Roman). Deutsche Verlags-Anstalt, München 2012, ISBN 978-3-421-04536-2.
- Paradies und Römer (Roman). Liebeskind Verlag, München 2022, ISBN 978-3-95438-141-8.

### Hörspiel
- Kein schöner Land. Produktion: SWR 2012, ca. 77'. Regie Kai Grehn. Mit Marianne Sägebrecht, Heinz-Josef Braun, u. a.
- Schneewalzer. Produktion: SWR 2013, ca. 72'. Regie: Kai Grehn. Mit Pippa Galli, Heinz-Josef Braun, Thomas Huber.
- Hannelore oder so ein abgelichtetes Leben will verkraftet sein. Produktion: SWR 2014, ca. 77'. Regie: Kai Grehn. Mit Dagmar Manzel.
- Wölfe, Wölfe! Produktion: SWR 2015, ca. 53‘. Regie: Kai Grehn. Mit Marek Harloff, Karina Plachetka, Carlo Ljubek, Thomas Huber.[4]
- Metamorphosen. Aus dem Leben der Maria Sibylla Merian. Produktion: SWR 2016, ca. 74'. Regie: Kai Grehn. Mit Anne Ratte-Polle, Lilith Stangenberg, Virginia Mukwesa.
- Zaïre 74 – Kommt schnell, aber nähert euch vorsichtig. Produktion: SWR 2018. Regie Kai Grehn. Mit Carlo Ljubek, Friederike Ott, Florian von Manteuffel, Michael Schütz u. a.
- Zwanzig auf Selsky. Produktion: SRF 2020. Regie: Mark Ginzler. Mit Sebastian Weber, Anne Müller, Daniel Lommatzsch, u. a.
- Valerie. A Beautiful Fuck-Up. Produktion: SWR 2022. Regie: Kai Grehn. Mit Bibiana Beglau, Jens Wawrczeck, Aenne Schwarz, Sascha Geršak, Felix Kramer.

### Sonstige Veröffentlichungen
- Spurlos. In: Tippgemeinschaft, 2004.
- Mein Kopf is still in my Koffer. In: Tippgemeinschaft, 2005.
- Heute Abend Gute Nachricht. In: open-mike, 2005.
- Sinnloser Aufstand gegen die eigene Anatomie. In: Tippgemeinschaft, 2006.
- Kein schöner Land (Kapitel 1). In: Edit 42, 2007.
- Kein schöner Land (Kapitel 4). In: Sprache im technischen Zeitalter, Nr. 185, 2008.